# Woo Do-hwan
Đây là một tên người Triều Tiên, họ là Woo.
Woo Do-hwan (tiếng Hàn: 우도환; sinh ngày 12 tháng 7 năm 1992) là nam diễn viên người Hàn Quốc. Anh được biết đến với các vai diễn trong các bộ phim truyền hình Save Me (2017), Mad Dog (2017), Trò chơi tình yêu (2018), My Country: The New Age (2019) và Quân vương bất diệt (2020). Ngoài ra, anh cũng xuất hiện trong phim điện ảnh The Divine Fury (2019).

## Tiểu sử
Woo Do-hwan sinh ngày 12 tháng 7 năm 1992 tại Anyang, tỉnh Gyeonggi. Anh tốt nghiệp Đại học Dankook, chuyên ngành biểu diễn và điện ảnh.

### Giáo dục
- Trường trung học cơ sở Pyeongchon (평촌중학교) – Tốt nghiệp
- Trường trung học quản lý Pyeongchon (평촌정보산업고등학교), Khoa Thiết kế Thương mại – Tốt nghiệp
- Đại học Dankook (단국대학교), Trường Đại học Nghệ thuật và Thiết kế (예술디자인대학), Khoa Nghệ thuật Biểu diễn

## Đời tư
Woo Do-hwan bắt đầu thực hiện nghĩa vụ quân sự bắt buộc vào ngày 6 tháng 7 năm 2020. Anh đã xuất ngũ vào ngày 5 tháng 1 năm 2022, không trở lại đơn vị sau kỳ nghỉ cuối cùng của mình, phù hợp với các quy tắc của Bộ Quốc phòng Hàn Quốc.

## Danh sách phim

### Phim
| Năm  | Nhan đề                     | Vai diễn                        | Ghi chú   | Ng.   |
| ---- | --------------------------- | ------------------------------- | --------- | ----- |
| 2016 | Operation Chromite          | Cấp dưới của Ri Kyung-shik      |           | [ 6 ] |
| 2016 | Master                      | Người làm thuê của Chủ tịch Jin | Vai phụ   | [ 7 ] |
| 2019 | Bàn tay diệt quỷ            | Giám mục Bóng tối Ji Shin       | Vai chính | [ 8 ] |
| 2019 | The Divine Move: Ghost Move | Loner                           | Vai chính | [ 9 ] |

### Phim truyền hình
| Năm  | Nhan đề                                      | Kênh | Vai diễn                   | Ghi chú               | Ng.           |
| ---- | -------------------------------------------- | ---- | -------------------------- | --------------------- | ------------- |
| 2011 | You're Here, You're Here, You're Really Here | MBN  |                            | Cameo                 | [ 10 ]        |
| 2012 | Flower Band                                  | tvN  |                            | Cameo                 | [ 11 ]        |
| 2016 | Sweet Stranger and Me                        | KBS2 | Kim Wan-shik               |                       | [ 12 ]        |
| 2017 | Save Me                                      | OCN  | Seok Dong-cheol            |                       | [ 13 ] [ 14 ] |
| 2017 | Mad Dog                                      | KBS2 | Kim Min-joon (Jan Gebauer) |                       | [ 15 ] [ 16 ] |
| 2018 | Trò chơi tình yêu                            | MBC  | Kwon Si-hyeon              |                       | [ 17 ] [ 18 ] |
| 2019 | My Country: The New Age                      | JTBC | Nam Seon-ho                |                       | [ 19 ] [ 20 ] |
| 2020 | Quân vương bất diệt                          | SBS  | Jo Eun-seob / Jo Yeong     |                       | [ 21 ] [ 22 ] |
| 2023 | Poong, the Joseon Psychiatrist               | tvN  | Baek Gwang-hyun            | Cameo (Mùa 2, Tập 10) | [ 23 ]        |
| 2023 | Joseon Attorney                              | MBC  | Kang Han-soo               | Vai chính             | [ 24 ]        |

### Phim chiếu mạng
| Năm  | Nhan đề     | Nền tảng | Vai diễn  | Ghi chú   | Ng.    |
| ---- | ----------- | -------- | --------- | --------- | ------ |
| 2016 | Dramaworld  | Viki     | Seung-woo | Cameo     | [ 25 ] |
| 2023 | Bloodhounds | Netflix  | Geon-woo  | Vai chính | [ 26 ] |

## Giải thưởng và đề cử
| Năm  | Lễ trao giải                                                                    | Hạng mục                                                                      | (Những) Người / Tác phẩm được đề cử | Kết quả   | Ng.                  |
| ---- | ------------------------------------------------------------------------------- | ----------------------------------------------------------------------------- | ----------------------------------- | --------- | -------------------- |
| 2017 | Giải thưởng nghệ thuật Baeksang lần thứ 53 (53rd Baeksang Arts Awards)          | Nam diễn viên mới xuất sắc nhất – Phim                                        | Master                              | Đề cử     | [ 27 ]               |
| 2017 | Giải thưởng phim truyền hình KBS (KBS Drama Awards)                             | Nam diễn viên mới xuất sắc nhất                                               | Mad Dog                             | Đoạt giải | [ 28 ]               |
| 2017 | Giải thưởng phim truyền hình KBS (KBS Drama Awards)                             | Giải thưởng Netizen, Nam diễn viên                                            | Mad Dog                             | Đề cử     | [ 28 ]               |
| 2017 | Giải thưởng phim truyền hình KBS (KBS Drama Awards)                             | Giải thưởng cặp đôi đẹp nhất (với Ryu Hwa-young)                              | Mad Dog                             | Đề cử     | [ 28 ]               |
| 2018 | Giải thưởng nghệ thuật Baeksang lần thứ 54 (54th Baeksang Arts Awards)          | Nam diễn viên mới xuất sắc nhất – Truyền hình                                 | Save Me                             | Đề cử     | [ 29 ]               |
| 2018 | Giải thưởng Soompi lần thứ 13                                                   | Giải thưởng đột phá                                                           | Save Me                             | Đề cử     |                      |
| 2018 | Giải thưởng Ngôi sao APAN lần thứ 6 (6th APAN Star Awards)                      | Nam diễn viên mới xuất sắc nhất                                               | Mad Dog                             | Đề cử     | [ 30 ]               |
| 2018 | Giải thưởng Seoul lần thứ 2 (2nd The Seoul Awards)                              | Nam diễn viên mới xuất sắc nhất (Chính kịch)                                  | Mad Dog                             | Đề cử     | [ 31 ]               |
| 2018 | Giải thưởng phim truyền hình MBC (MBC Drama Awards)                             | Giải thưởng xuất sắc, Nam diễn viên trong phim truyền hình Thứ Hai–Thứ Ba     | Trò chơi tình yêu                   | Đoạt giải | [ 32 ]               |
| 2020 | Giải thưởng điện ảnh nghệ thuật Chunsa lần thứ 25 (25th Chunsa Film Art Awards) | Nam diễn viên mới xuất sắc nhất                                               | The Divine Fury                     | Đề cử     |                      |
| 2020 | 6th Asia Artist Awards                                                          | Giải thưởng được yêu thích (Nam diễn viên)                                    | Woo Do-hwan                         | Đề cử     | [ 33 ]               |
| 2020 | Giải thưởng phim truyền hình SBS (SBS Drama Awards)                             | Giải thưởng xuất sắc, Nam diễn viên trong phim truyền hình lãng mạn/giả tưởng | Quân vương bất diệt                 | Đề cử     | [ 34 ]               |
| 2021 | Giải thưởng Ngôi sao APAN lần thứ 7 (7th APAN Star Awards)                      | Nam diễn viên phụ xuất sắc nhất                                               | Quân vương bất diệt                 | Đề cử     | [ 35 ] [ 36 ]        |
| 2021 | Giải thưởng điện ảnh Rồng Xanh lần thứ 41 (41st Blue Dragon Film Awards)        | Nam diễn viên mới xuất sắc nhất                                               | The Divine Move 2: The Wrathful     | Đề cử     | [ 37 ] [ 38 ] [ 39 ] |
| 2021 | Liên hoan phim điện ảnh vàng lần thứ 40 (40th Golden Cinema Film Festival)      | Nam diễn viên mới xuất sắc nhất                                               | The Divine Fury                     | Đoạt giải | [ 40 ]               |